# 迷宮の楽園/SON OF THE SUN
「迷宮の楽園/SON OF THE SUN」（めいきゅうのパラダイス／サン オブ ザ サン）は、中西圭三の25枚目のシングル。1998年7月29日にパイオニアLDCから発売された、既発アルバム『Stay Gold』からのリカット・シングルである。

## 解説
1曲目「迷宮の楽園」は、寺田創一によるリミックスが施されたヴァージョンとなっている。
2曲目「SON OF THE SUN」は、1998年のサッカー日本代表のFIFAワールドカップ初出場記念として、中西のファンである中山雅史（当時ジュビロ磐田）への応援歌として制作され中山もコーラスに参加している。

## 収録曲
全編曲：小西貴雄
1. 迷宮の楽園（BREAK OUT MIX）
作詞：森雪之丞
作曲：中西圭三 with J stack
リミックス：寺田創一
「横浜・八景島シーパラダイス」CMソング
2. SON OF THE SUN
作詞：村野耕治
作曲：中西圭三・小西貴雄
3. 迷宮の楽園（BREAK OUT MIX Original Karaoke）
4. SON OF THE SUN（Original Karaoke）